# Jonathan Joss
Jonathan Joss Gonzales (San Antonio, Texas; 22 de diciembre de 1965-San Antonio, Texas; 1 de junio de 2025) fue un actor y músico estadounidense de ascendencia nativa americana. Fue conocido por sus papeles como John Redcorn en King of the Hill y como Ken Hotate en Parks and Recreation.

## Primeros años
Joss nació en San Antonio, donde asistió a McCollum High School y luego se matriculó en la Universidad Estatal de Texas-San Marcos (entonces Universidad Estatal del Suroeste de Texas), pero la abandonó antes de graduarse. Joss luego asistió a San Antonio College, antes de graduarse de la Universidad Our Lady of the Lake con un título en teatro y oratoria.

## Carrera
Joss proporcionó la voz de John Redcorn desde las temporadas 2 a la 13 de la serie animada King of the Hill, reemplazando al actor original Victor Aaron después de su muerte en 1996. También interpretó el papel recurrente del jefe Ken Hotate en Parks and Recreation.
Era músico y actuó como parte de The Red Corn Band, una referencia al personaje al que prestó su voz en King of the Hill.
Antes de su muerte en junio de 2025, Joss regresó para la serie de resurgimiento de King of the Hill y había comenzado a grabar. El 1 de junio, apenas horas antes de su muerte, subió un video a Instagram de él mismo caminando por Austin y comentando cómo ya había grabado líneas para cuatro episodios de King of the Hill.

## Vida personal
Joss era comanche y apache de las Montañas Blancas. Se casó con Tristan Kern el día de San Valentín de 2025.

### Incendio de su casa
El 23 de enero de 2025, Joss perdió su casa de San Antonio, así como tres perros (y un cuarto desapareció) cuando su casa se incendió. Joss dijo que estaba usando un calentador de propano y había salido de la casa. "Los errores pasan, hombre. Y supongo que es culpa mía por dejarme algo puesto", dijo Joss. "O si alguien entró e hizo algo, ¿quién sabe?".
Asistió al Festival de TV ATX 2025 en Austin, Texas, con otros miembros del elenco de King of the Hill el 29 de mayo de 2025. Sin embargo, dijo que no fue invitado al panel y que se presentó entre el público. Un asistente a la red social Reddit declaró que Joss interrumpió el panel King of the Hill y mencionó que su casa se estaba incendiando y que, según él, fue incendiada intencionalmente en un crimen de odio contra su sexualidad.

## Asesinato
El 1 de junio de 2025, Joss y su marido fueron llevados por una mujer a la casa incendiada para revisar el correo. Luego se produjo un enfrentamiento entre Joss y un vecino, que terminó con Joss recibiendo un disparo. Un testigo informó haber escuchado tres disparos y haber visto a Joss con heridas en cuello y torso. Fue declarado muerto en el lugar del accidente. Poco después se detuvo a un sospechoso. El sospechoso luego le dijo a la policía "le disparé" después de ser detenido.
Los vecinos dijeron a una estación de televisión local que Joss y el sospechoso habían discutido a menudo en el pasado, pero que nunca antes había ocurrido violencia. A pesar de años de quejas a la ciudad y al 311, los vecinos afirmaron que la policía había hecho poco. En total, la policía había sido llamada a la residencia 74 veces desde enero de 2025. El motivo de las llamadas incluye quejas de los vecinos sobre incendios, robos, nueve llamadas relacionadas con tiroteos, seis llamadas por salud mental y cinco llamadas para controles de bienestar. Un incidente anterior ocurrido el 8 de junio de 2024 provocó que el sospechoso llamara a la policía y dijera que Joss estaba blandiendo una ballesta. El 24 de mayo de 2024, tras informes de disparos, la policía confiscó las armas de fuego de Joss.
Los vecinos también sabían que Joss sostenía armas mientras despotricaba en el vecindario, incluido un incidente grabado en video de él despotricando mientras sostenía una horca. Un vecino dijo: “Lo veíamos por la calle gritando, despotricando y delirando”.
El esposo de Joss, Tristan Kern, declaró en una publicación de Facebook que, al llegar, encontraron el cráneo y el arnés de uno de sus perros, lo que les provocó una grave angustia emocional. Luego, el sospechoso gritó "violentos insultos homofóbicos " antes de abrir fuego y ninguno de los dos estaba armado. Además, Kern alegó que varias personas de la zona los habían agredido verbalmente durante años con insultos homofóbicos y amenazas de quemar su casa. Kern de Gonzales describió el ataque como un crimen de odio homofóbico, afirmando que el sospechoso "comenzó a gritarnos insultos homofóbicos violentos. Luego levantó un arma de su regazo y disparó". El Departamento de Policía de San Antonio emitió un comunicado indicando que aún no se había encontrado evidencia de un crimen de odio, pero que la investigación seguía en curso. Según Kern de Gonzales, la pareja había denunciado acoso homofóbico "a las autoridades varias veces y no se hizo nada".

## Filmografía

### Películas
| Año  | Título                               | Role                             | Notas           |
| ---- | ------------------------------------ | -------------------------------- | --------------- |
| 1994 | 8 segundos                           | Médico Del Río                   | [ 34 ]          |
| 1994 | Texas                                | Comanche                         | [ 34 ]          |
| 1998 | Almost Heroes                        | Ramita doblada                   | [ 34 ]          |
| 1998 | Pocahontas 2: viaje a un nuevo mundo | Voces adicionales                | Directo a vídeo |
| 1999 | Impala                               | Juan Garra de Águila             |                 |
| 2001 | Navidad en las nubes                 | Phil                             | [ 34 ]          |
| 2004 | Johnson Family Vacation              | Anfitrión del casino             | [ 34 ]          |
| 2010 | True Grit                            | Su lengua bajo la lluvia         | [ 34 ]          |
| 2016 | Los siete magníficos                 | Denali                           | [ 34 ]          |
| 2021 | Crecer                               | El juez Robert Lightfoot         |                 |
| 2021 | The Forever Purge                    | Indio americano en la televisión |                 |

### Televisión
| Año             | Título                   | Rol                                   | Notas                                                                |
| --------------- | ------------------------ | ------------------------------------- | -------------------------------------------------------------------- |
| 1994            | The Substitute Wife      | Black Deer                            | Película para televisión                                             |
| 1994            | Without Consent          | At. #2                                | Película para televisió                                              |
| 1994            | Walker, Texas Ranger     | Raymond Firewalker joven, Eddie       | 4 episodios                                                          |
| 1994            | Texas                    | Comanche                              | Película para televisión                                             |
| 1996            | Dead Man's Walk          | El Lobo                               | Miniserie                                                            |
| 1998–2009, 2025 | King of the Hill         | John Redcorn (voz)                    | Reparto principal                                                    |
| 1998            | Winnetous Rückkehr       | Wash-Ti                               | Película para televisión                                             |
| 1999            | The Wild Thornberrys     | Ooloopie, Polar Bears (voz)           | Episodio: "Polar Opposites"                                          |
| 2003            | Charmed                  | Brutish Demon                         | Episodio: "Baby's First Demon"                                       |
| 2004            | ER                       | Bert                                  | Episode: "Time of Death"                                             |
| 2005            | Justice League Unlimited | Sheriff Ohiyesa 'Pow Wow' Smith (voz) | Episodio: "The Once and Future Thing, Part One: Weird Western Tales" |
| 2005            | Into the West            | Wovoka                                | Episodio: "Ghost Dance"                                              |
| 2006            | Maldonne                 | Nico                                  | Película para televisión                                             |
| 2008            | Comanche Moon            | Kicking Wolf                          | 2 episodios                                                          |
| 2008            | In Plain Sight           | Joseph Parker                         | Episodio: "Pilot"                                                    |
| 2010            | Friday Night Lights      | Owney                                 | Episodio: "Kingdom"                                                  |
| 2014            | The League               | Takoda                                | Episodio: "Man Land"                                                 |
| 2014            | Manhattan Love Story     | Driver                                | Episodio: "Happy Thankmas"                                           |
| 2011–2015       | Parks and Recreation     | Ken Hotate                            | 5 episodios                                                          |
| 2015            | The Messengers           | Mason Dakota                          | Episodio: "Eye in the Sky"                                           |
| 2016            | Ray Donovan              | Lou                                   | 3 episodios                                                          |
| 2019            | Chartered                | George Herrera                        | Piloto                                                               |
| 2021            | Bridgewater              | Joseph Hoskins                        | Podcast                                                              |
| 2022            | Tulsa King               | Bad Face                              | 2 episodes                                                           |

### Videojuegos
| Year | Title                                   | Voice role           | Notes         |
| ---- | --------------------------------------- | -------------------- | ------------- |
| 1996 | Santa Fe Mysteries: The Elk Moon Murder | Raymond Wolfwalker   | [ 38 ]        |
| 1997 | Santa Fe Mysteries: Sacred Ground       | Richard Whitefeather | [ 39 ]        |
| 2000 | King of the Hill                        | John Redcorn         | [ 40 ]        |
| 2010 | Trauma Team                             | Hank Freebird        |               |
| 2010 | Red Dead Redemption                     | The Local Population | [ 41 ]        |
| 2016 | The Walking Dead: Michonne              | John                 | [ 35 ]        |
| 2019 | Days Gone                               | Alkai Turner         | [ 35 ]        |
| 2020 | Wasteland 3                             | Payaso Wannabe       | [ 42 ]        |
| 2023 | Cyberpunk 2077: Phantom Liberty         | Robert Rainwater     | Desacreditado |